# Gabriel Słoński

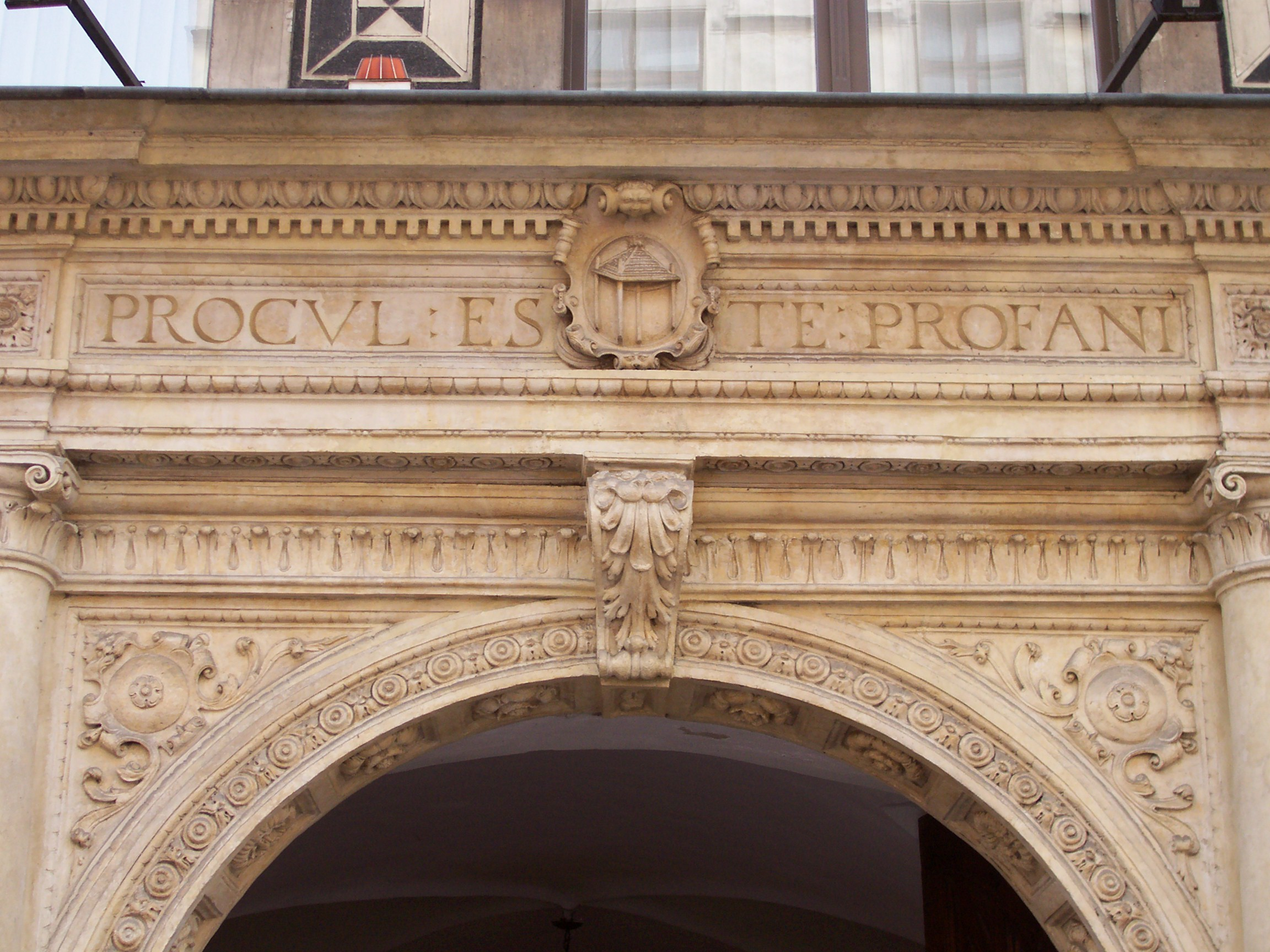
Fragment portalu przy ul. Kanoniczej 21

Gabriel Słoński herbu Ostoja (ur. ok. 1520, zm. między 6 stycznia a 22 marca 1598 w Krakowie) – architekt i budowniczy, burmistrz Krakowa.
Pochodził z krakowskiej rodziny mieszczańskiej. W 1540 został wyzwolony na mistrza. W latach 1559–1567 był starszym cechu muratorów i kamieniarzy, w latach 1564–1569 budowniczym miejskim. 4 stycznia 1560 przyjął krakowskie prawo miejskie. Od 11 stycznia 1573 zasiadał nieprzerwanie do śmierci przez 26 lat w Radzie Miasta Krakowa dwukrotnie w  1573 i 1597 wybrano go burmistrzem Krakowa. Był prowizorem szpitala św. Ducha w latach 1573–1582, od 1578 nadzorcą stróży rybnej. W 1575 roku powierzono mu nadzór nad basztą bronioną przez cech barchanników. Pozostawił po sobie portal w kamienicy nr 21 przy ul. Kanoniczej, dokończył przebudowę Pałacu Biskupiego, rozpoczętą przez Jana Marię Padovano, budował dom Erazma Czeczotki-Tłokińskiego na rogu ul. św. Anny i ul. Wiślnej, pracował przy budowie kamienic przy ul. Brackiej oraz w latach 1564–1567 przy przebudowie kamienicy Kamienicy Pod Lwem na Grodzkiej., przy murach obronnych zbudował Arsenał Miejski. Ostatnie lata życia poświęcił spawom majątkowym i handlowym. Był właścicielem  kamienicy na Gołębiej, folwarku na Krowodrzy, trzech domów za Bramą Nową, dwóch na Garbarach sam mieszkał na ulicy Floriańskiej 6. Posiadając znaczny majątek  udzielał pożyczek często bezzwrotnych, płacił długi poręczając na krakowskich rzemieślników, opiekował się ich osieroconymi dziećmi. Pochowany został w Kościele Mariackim.